# Antonin Mercié

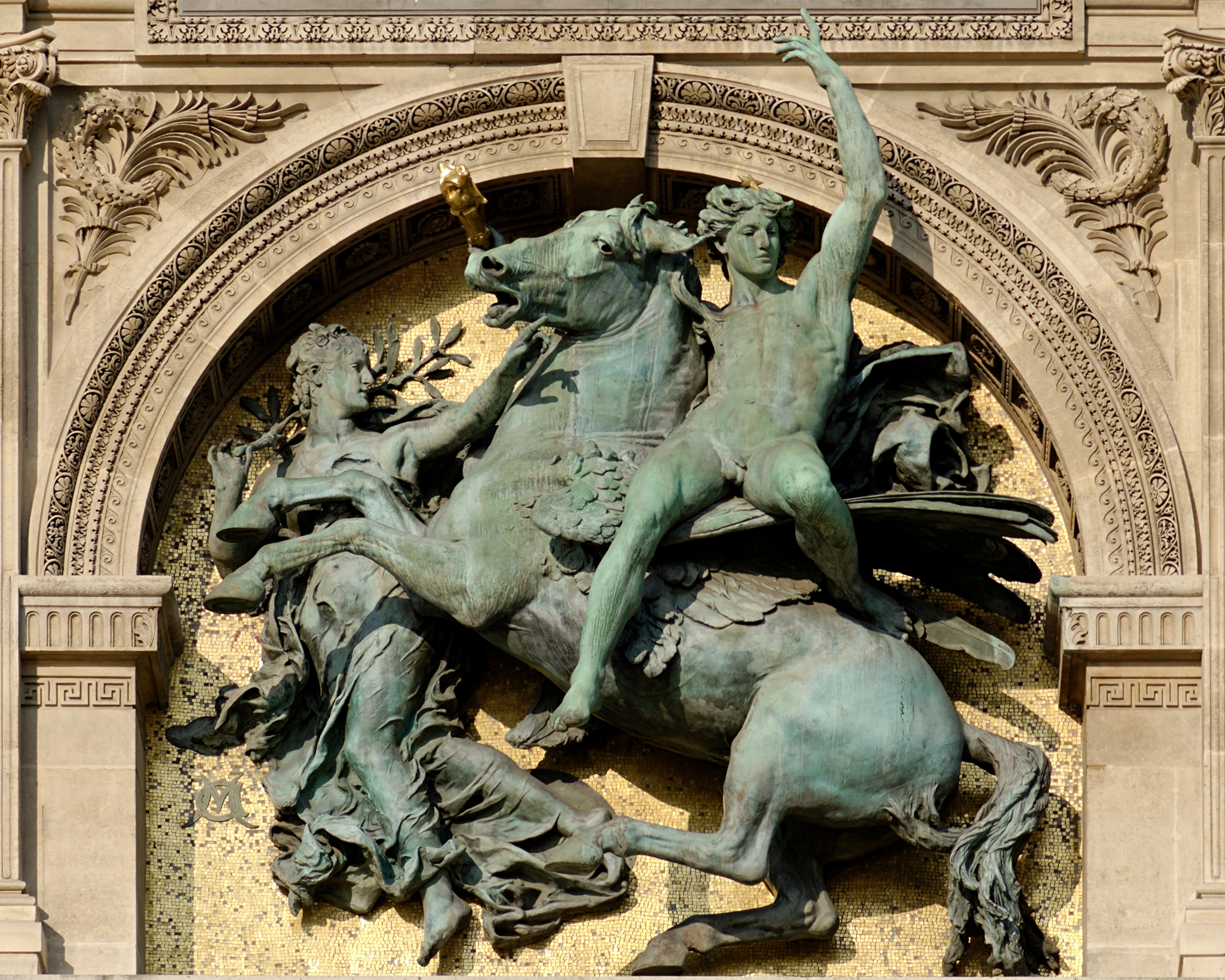
Genius van de kunst, Louvre, Parijs

Marius Jean Antonin Mercié (Toulouse, 30 oktober 1845 - Parijs, 13 december 1916) was een Franse beeldhouwer en kunstschilder.

## Biografie
Antonin Mercié studeerde aan de École des Beaux Arts in Parijs en kreeg daar les van onder andere Alexandre Falguière en François Jouffroy. In 1868 won hij, op 23-jarige leeftijd, de Grand Prix de Rome. Zijn eerste grote successen waren de David en het beeld Gloria en Victis. Voor deze laatste ontving hij op de Parijse salon een ereprijs. Het beeld werd vervolgens geplaatst op de Square Montholon in Parijs.
Het beeld van David uit 1873 werd een van zijn meest bekende werken. David werd hier naakt voorgesteld met het hoofd van Goliath aan zijn voeten zoals ook de David van Donatello. David zelf heeft een tulband om en hij steekt net zijn zwaard in de schacht. En zijn vele reproducties van gemaakt waarbij bij de meesten versies de genitaliën zijn afgedekt met lendendoek. Het origineel, zonder lendendoek, staat in het Musée d'Orsay.
Voor zijn werk ontving hij in 1878 een ereprijs tijdens de Exposition Universelle en in 1889 de Grand Prix.
Antonin Mercié werd aangesteld als professor Tekenen en Beeldhouwen aan de École des Beaux Arts. Tevens werd hij gekozen tot lid van de Académie Français in 1891, nadat hij de biënnale prijs van het Instituut van 800 ontving in 1887. Daarna werd hij onderscheiden met een benoeming in het Franse Legioen van Eer en werd hij in 1913 president van de Société des Artistes Français.

## Zijn werk

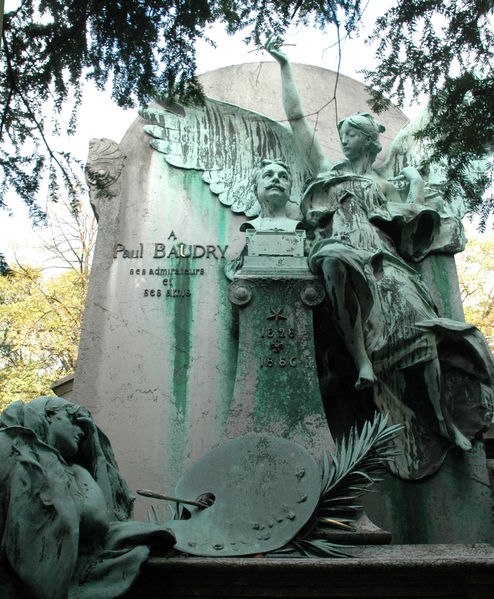
Monument voor Paul Baudry, Père Lachaise, Parijs

Het reliëf De Genius van de kunst (1877), hangt in de Tuilerieën. Eenzelfde werk maakte hij voor de tombe van Jules Michelet op het Père Lachaise uit 1879, en uit hetzelfde jaar stamt het beeld Arago dat nu staat in Perpignan.
In 1882 herhaalde hij zijn succes van Gloria en Victis met de beeldengroep Quand Même! waarvan replica's staan in Belfort en in de tuinen van de Tuilerieën. Le Souvenir uit 1885, een marmeren beeld voor de tombe van Charles Ferry wordt gezien als een van zijn beste werken. Regret, voor de tombe van Alexandre Cabanel stamt uit 1892 samen met het beeld van Willem Tell. De laatste staat in Lausanne.
Verder maakte Antonin Mercié vele monumenten. Zoals voor Jean-Louis-Ernest Meissonier (1895) welke staat in het Jardin de l'Infante in het Louvre. Van Louis Faidherbe (1896) in Rijsel, van Adolphe Thiers in Saint-Germain-en-Laye, van Paul Baudry in het Père Lachaise en dat van koning Louis-Philippe en koningin Amélie voor hun tombe in Dreux. Ook de stenen groep Justice aan de Hôtel de Ville in Parijs is van zijn hand. In de Verenigde Staten staan drie monumenten van zijn hand. Het ruiterstandbeeld van Robert E. Lee in Richmond, Virginia; Marquis de Lafayette uit 1891 die hij samen met Alexandre Falguière maakte en staat in Washington D.C., en het Francis Scott Key monument in Baltimore, Maryland.
In Nederland staat ook een beeld van zijn hand. Het ruiterstandbeeld van Willem II in Den Haag voor de ingang van het Binnenhof. Het is een replica van een beeld dat staat in Luxemburg op het Place Guillaume II en stamt uit 1884. De replica is in 1924 geplaatst.
Naast beeldhouwer was Antonin Mercié ook actief als kunstschilder. Bekende werken zijn Venus voor welke hij een medaille ontving in 1883, Leda (1884) en Michaelangelo die de anatomie bestudeerd (1885).

## Fotogalerij

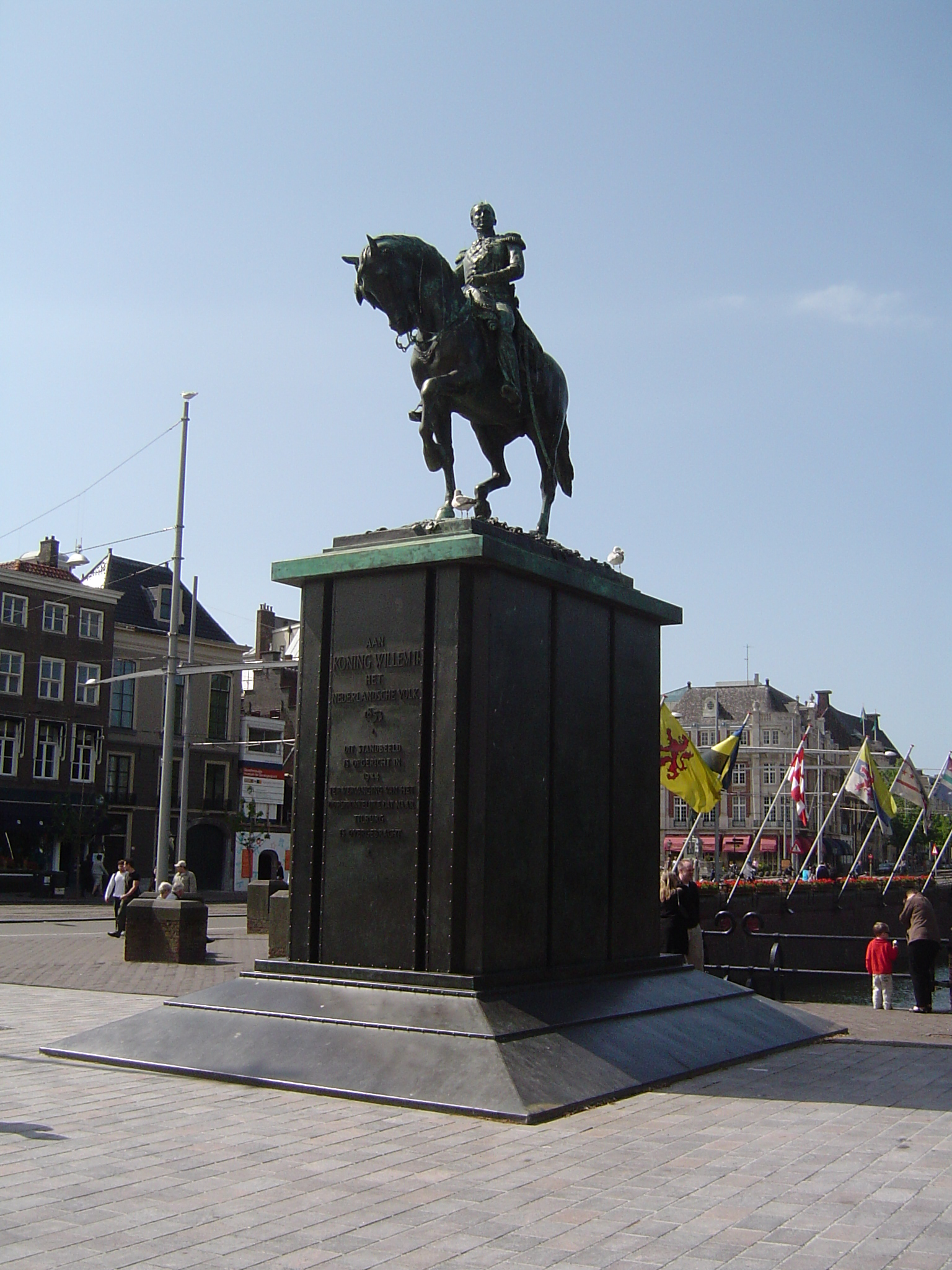
Willem II in Den Haag.
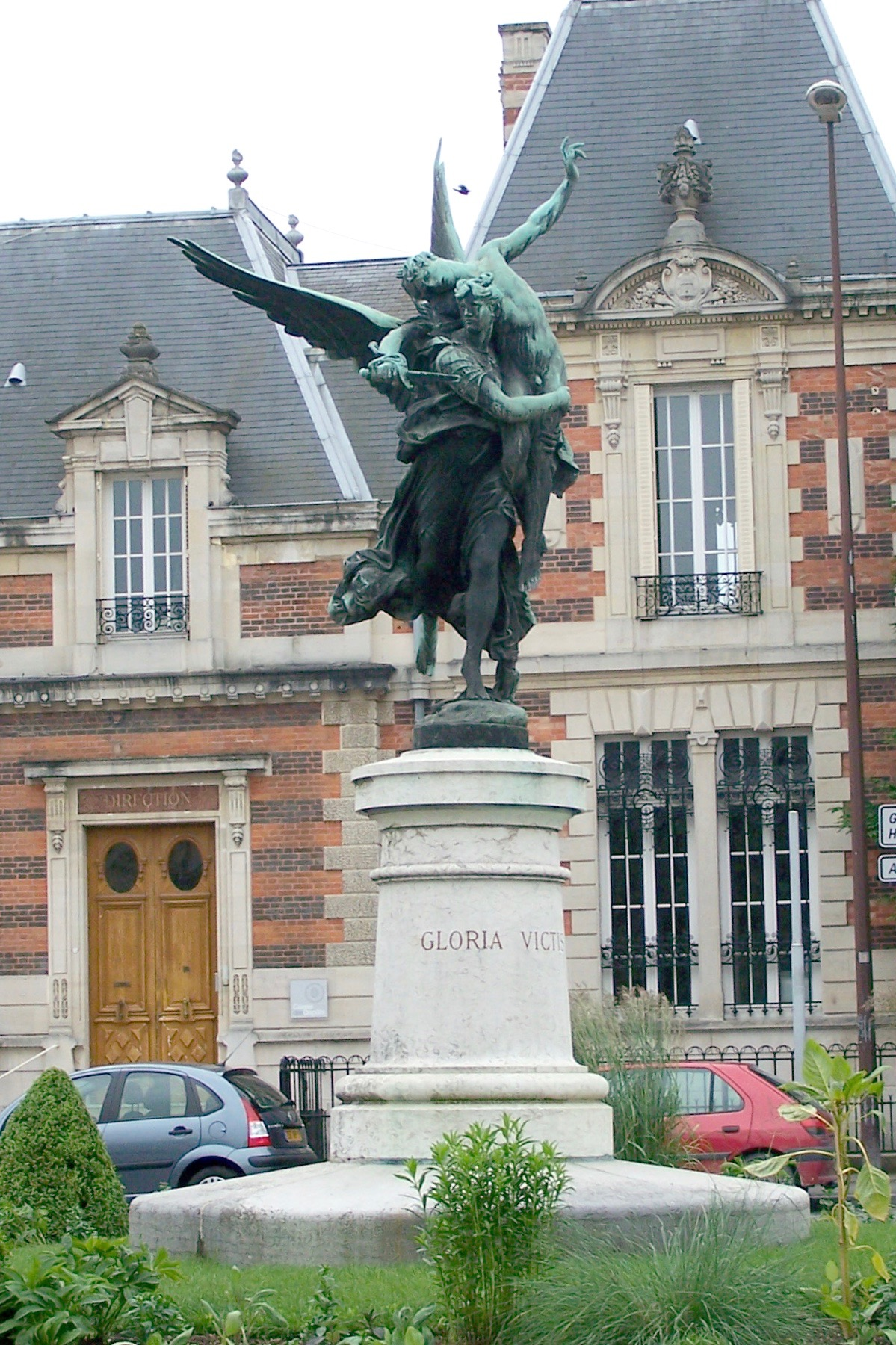
Gloria Victis in Châlons-en-Champagne
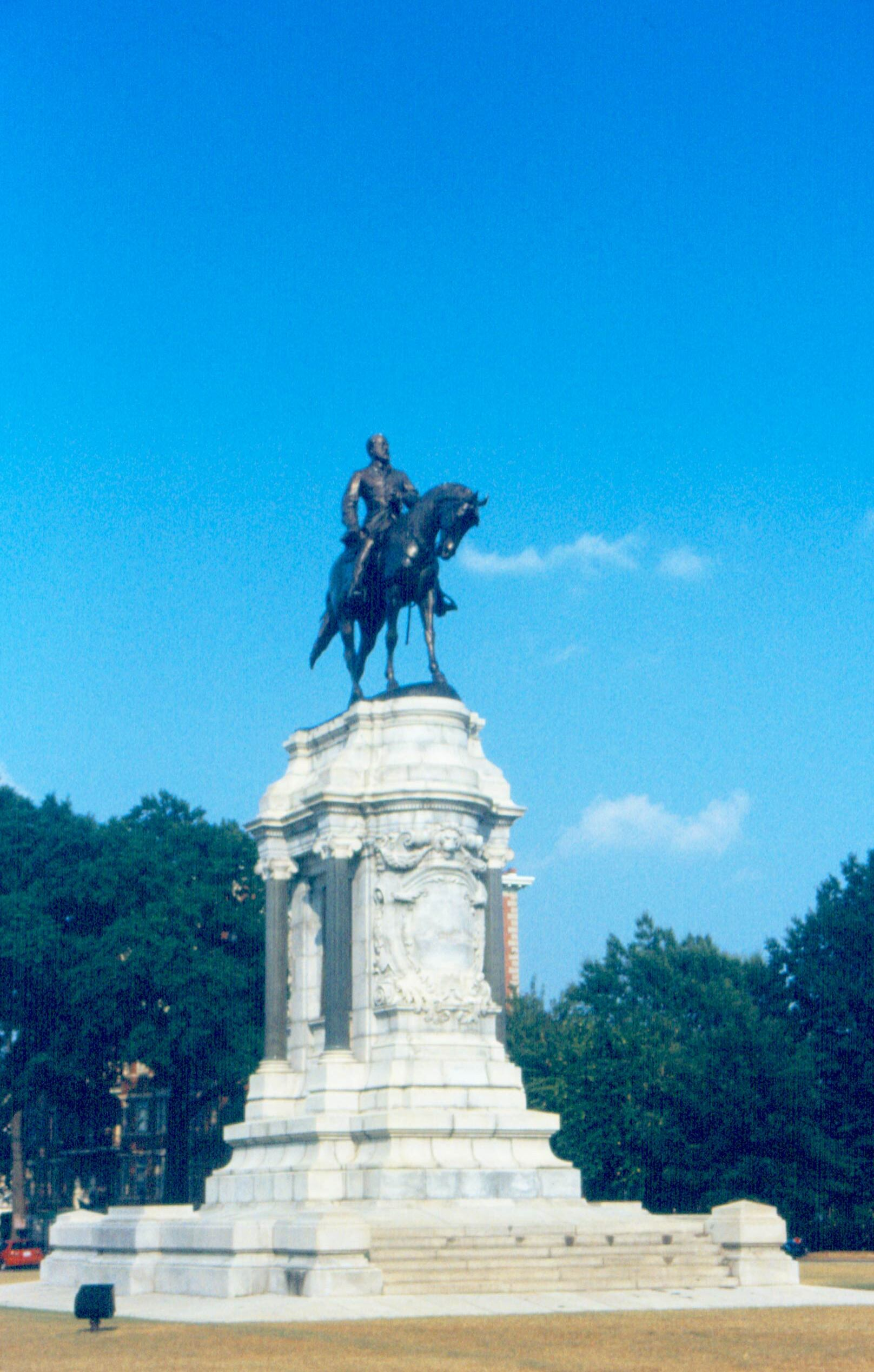
Robert E. Lee
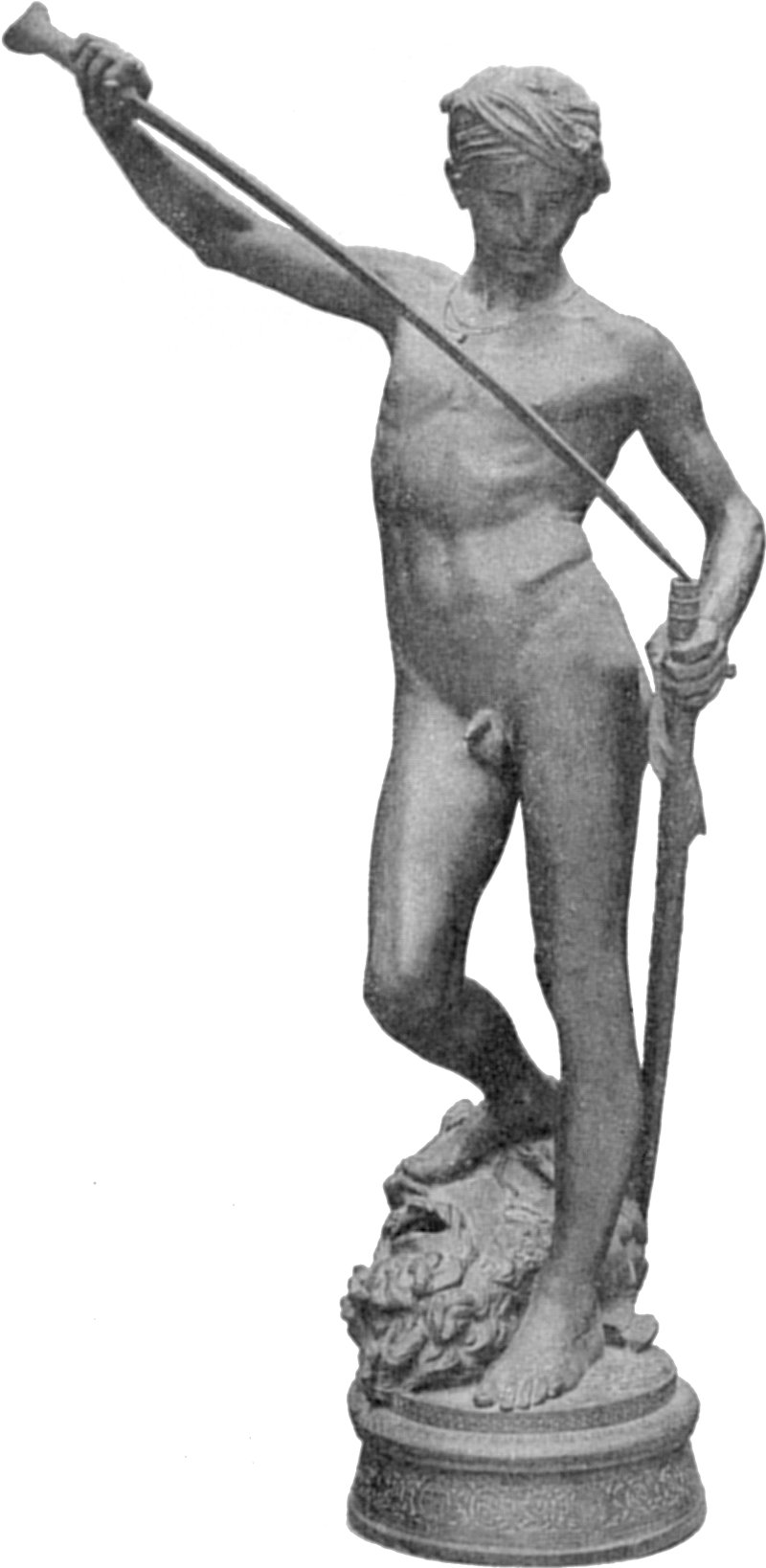
David